# 马胡瓦尔
马胡瓦尔（Mahuvar），是印度古吉拉特邦Navsari县的一个城镇。总人口9715（2001年）。

## 人口
该地2001年总人口9715人，其中男性5046人，女性4669人；0—6岁人口1041人，其中男560人，女481人；识字率77.82%，其中男性为81.33%，女性为74.02%。